# Carl Spaatz
Carl Andrew Spaatz, ameriški general in vojaški pilot, * 28. junij 1891, Boyertown, Pensilvanija, † 14. julij 1974, Washington, D.C..